# La Miranda de Terranyes
La Miranda de Terranyes és una muntanya de 1.193 metres que es troba al municipi d'Arnes, a la comarca de la Terra Alta.
Aquest cim està inclòs al llistat dels 100 cims de la FEEC